# Castianeira swiftay

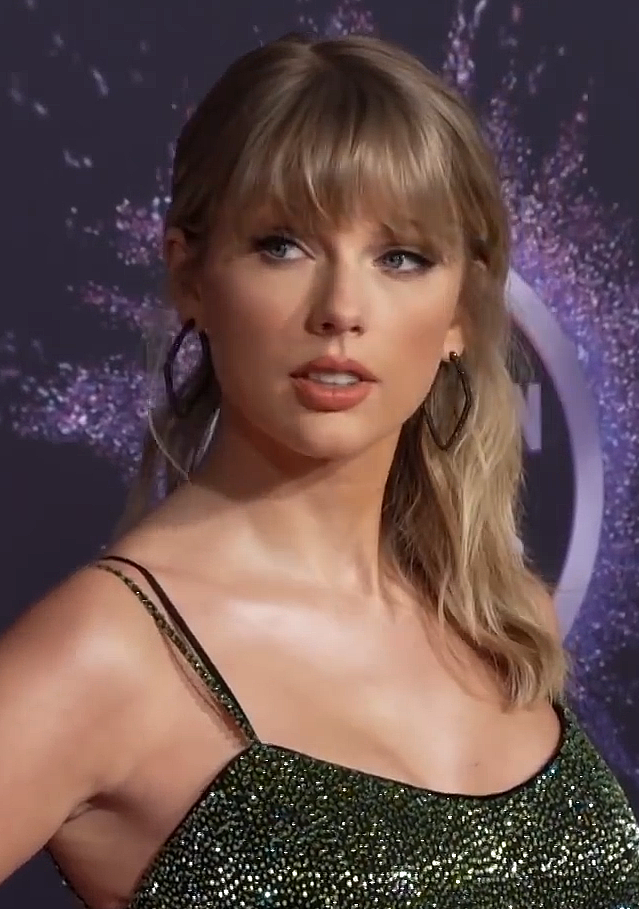
Вид назван в честь певицы Тейлор Свифт

Castianeira swiftay (лат.) — вид мирмекоморфных пауков рода Castianeira из семейства Corinnidae. Встречается в Коста-Рике. Назван в честь популярной американской певицы Тейлор Свифт.

## Распространение
Центральная Америка: Коста-Рика (La Pacifica, Rio). В августе-сентябре 1983 года британские арахнологи Джон и Фрэнсис Мёрфи (John & Frances Murphy) посетили множество местностей в Коста-Рике и Панаме, собирая пауков (Logunov, 2022), среди их коллекций были многочисленные представители рода Castianeira. Автор открытия (B. L. Pett) изучил эту коллекцию (хранящуюся в Манчестерском музее, Великобритания: Дмитрий Логунов) и определил несколько видов как новые находки, включая и этот новый вид из Коста-Рики.

## Описание
Мирмекоморфные пауки длиной менее 1 см (6—8 мм) в основном красновато-коричневого цвета. Карапакс и брюшко тёмно-красные, глазная область чёрная с рассеянными серебристыми волосками, отчётливое пятно белых волосков расположено сзади на брюшке; стернум оранжевый, тазики I и IV темнее, тазики II и III светлые, ноги I и II желтоватые, ноги III и IV коричневатые. Задний ретролатеральный апофиз голени педипальп самца умеренно округлый, передний гребень с мелкой выпуклостью/апофизом. Эпигина самок внешне сильно склеротизована, прямоугольная, маргинально шире высоты; копуляторное отверстие СО в виде изогнутой поперечной щели на постеролатеральном крае эпигины.

## Систематика
Вид был впервые описан в 2023 году зоологом Броганом Петтом (Brogan Loise Pett; Бельгия, Великобритания) по типовым материалам (самкам и самцам), собранным в 1983 году в Коста-Рике. Castianeira swiftay наиболее близок к видам C. amoena (юг США и север Мексики) и C. abuelita (Панама), с которыми C. swiftay разделяет число вентральных шипов голени I (2—1). Самцы отличаются от C. amoena по эмболусу, который трижды свёрнут, а не является единственным скрученным элементом, генитальный индекс 19 против 21—24, самки отличаются по копуляторным протокам (CD), соединяющимся на вентральной поверхности между сперматеками STI и STII и направленным сразу назад против CD, соединяющихся на спинной поверхности и с STII и с длинной переднелатеральной петлёй; относительно однородное брюшко с белым задним пятном из перьевых волосков против сильно узорчатого оранжево-чёрного брюшка. C. swiftay sp. nov. отличается от C. abuelita (известной только по самкам) брюшным щитком, составляющим около 1/3 длины брюшка против более половины длины; маленьким и изогнутым поперечным копуляторным отверстием СО против маленького и изогнутого продольного копуляторного отверстия СО, широкими и длинными CD, соединяющими сперматеку ST на вентральной стороне против коротких и тонких CD, соединяющих ST на дорсальной стороне; относительно более тонкие ноги с индексом толщины ноги LTI 22 против 32; однородная окраска брюшка с задним пятном из белых волосков против сложного рисунка из белых и тёмных волосков по всему брюшку. Оба пола C. swiftay отличаются от C. amoena и C. abuelita стройными ногами с LTI 22 против 32—35, а также относительно однородной красной окраской брюшка с задним пятном из белых волосков против оранжево-чёрного или сложного бело-тёмного рисунка с явным узором.

## Этимология
Вид был назван в честь популярной американской певицы Тейлор Свифт, «чья музыка заряжала первого автора энергией и мотивацией на протяжении многих поздних ночей у микроскопа».